# Eyegone
 (décembre 2017).

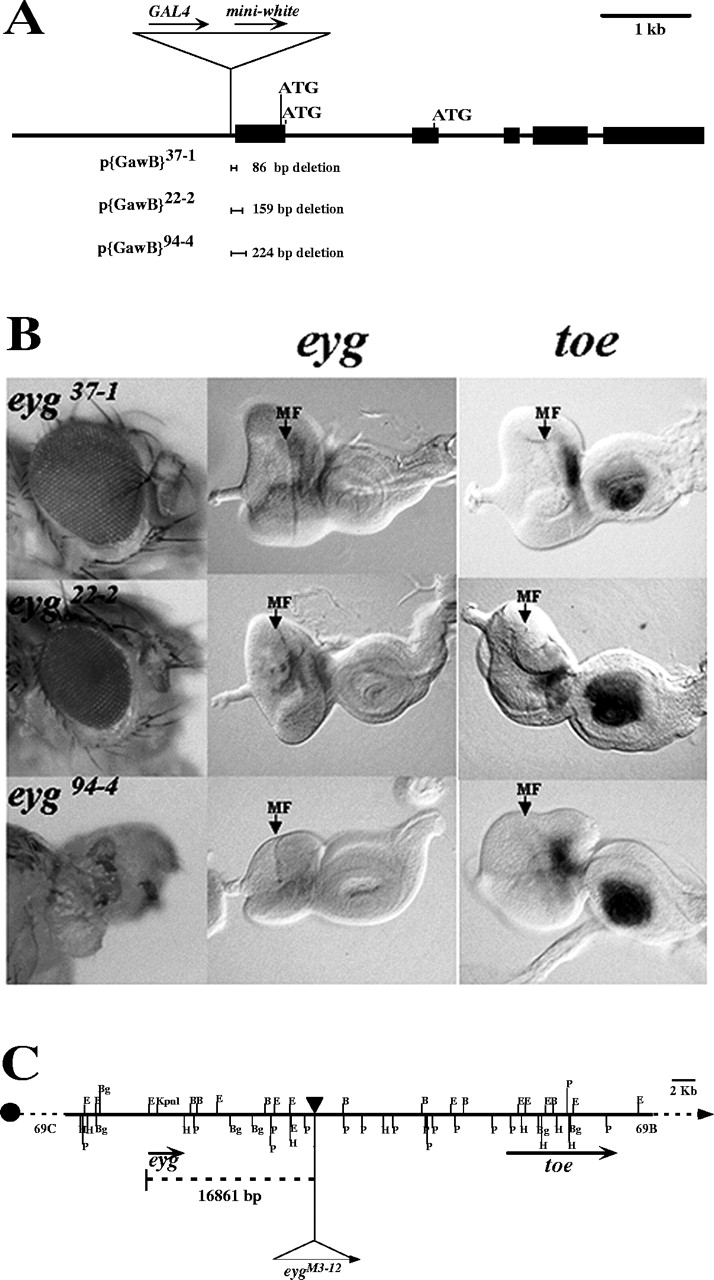
En B, on peut voir trois différents phénotypes. Les phénotypes mutants où la taille de l'œil est de plus en plus réduite ont eu des délétions dans le gène eyegone (eyg).

Le gène eyegone (eyg) est un membre de la famille des gènes PAX (en).

## Explications
Il code une protéine appelée Eyegone ou Eye gone (Eyg), un facteur de transcription faisant partie de la famille des protéines PAX. Ce facteur de transcription joue un rôle important dans le développement des yeux, des glandes salivaires, du thorax, des antennes et de la tête chez certaines espèces de bilatériens. Le nom eye gone provient du phénotype mutant qui entraîne la réduction de la taille ou la perte des yeux . La protéine Eyg est caractérisée par deux sites lui permettant de se lier à l’ADN: un homéodomaine (HD) et un domaine paired (PD), où la région N-terminale est étrangement très écourtée, faisant de Eyg la plus atypique des protéines PAX .
Le gène eyegone, d’abord découvert par Ives en 1942, a surtout été étudié chez Drosophila melangaster, où il est impliqué dans plusieurs processus développementaux . Il fait partie des sept gènes (eyeless (ey), twin of eyeless (toy), sine oculus (so), eyes absent (eya), dachshund (dac), eyegone (eyg) et optix)), en collaboration avec des molécules de signalisation, qui sont responsables du développement des yeux de la drosophile . Le gène eyegone contrôle la régulation de la croissance des yeux en ayant comme fonction principale la prolifération cellulaire. Une mutation au niveau de ce gène affecte directement la taille des yeux .
Il n’existe pas d'orthologues connus du gène eyegone chez les vertébrés, mais plusieurs hypothèses ont été émises quant aux liens existants entre eyegone et la présence chez les vertébrés de gènes PAX partageant des fonctions homologues. Eyg est souvent comparé à la sous-famille de gènes PAX6 des vertébrés qui joue un rôle similaire dans le développement des structures visuelles .  

## Structure de la protéineEyg
Le gène eyegone code une protéine nommée Eyg, aussi initialement appelée Lune, qui se compose de 523 acides aminés.
La protéine Eyg est une protéine PAX caractérisée par la présence de deux domaines de liaison à l’ADN. Le premier site de liaison de la protéine est un domaine RED. Chez les protéine PAX, le domaine paired (PD) est un domaine bipartite constitué de deux sous-domaines: un amino-terminal (N-terminal) et un carboxy-terminal (C-terminal), formant respectivement les domaines PAI et RED. Ces deux sous-domaines peuvent exister indépendamment l’un de l’autre, mais quand les deux sont présents, le site N-terminal PAI est préféré comme site de liaison. Chez la protéine Eyg, seul le sous-domaine RED est présent en entier et la région N-terminal est en partie tronquée, alors c’est la région C-terminal qui est utilisée pour lier l’ADN. Le second domaine de liaison à l’ADN est un domaine homéotique, aussi appelé homéodomaine (HD),,.

## Chez les invertébrés

### Drosophila melanogaster

#### Patron d'expression du gène eyegone
Le gène eyegone se situe sur le chromosome III de Drosophila melanogaster . Le patron d'expression spatial et temporel de eyg ne ressemble pas aux autres gènes PAX de la drosophile, c'est-à-dire que ce gène joue un rôle plus tard dans le développement embryonnaire de la drosophile, au niveau du développement des yeux, des glandes salivaires, des antennes et de la tête.
Eyg est d'abord exprimé ventralement dans le lobe labial dans un petit groupe de cellules correspondant au point d'origine des cellules qui forment la placode des glandes salivaires. L'expression de eyg devient plus uniforme: le gène est exprimé dans toutes les cellules de la placode des glandes salivaires. Au même moment, eyg commence à être exprimé dans la région subantennale de la tête, où il continue d'être exprimé pour le reste du développement embryonnaire . Son expression dans le disque imaginal yeux-antennes, qui est probablement indirectement activée par la voie de signalisation Notch, serait impliquée dans le développement de la tête, des antennes et des yeux . Il existe des mécanismes de régulation temporelle de l'expression de eyg au cours des différents stades de développement de la drosophile .

#### Développement des glandes salivaires
Parce que l'expression de eyg se fait dans toutes les cellules de la placode des glandes salivaires de la drosophile, ce gène jouerait un rôle dans le développement des glandes salivaires. Eyegone serait impliqué dans la différentiation des cellules formant la placode avant qu'elle s'invagine pour former les glandes salivaires durant le développement embryonnaire chez Drosophila melanogaster .

#### Développement des yeux
Le gène eyegone (eyg) fait partie des sept gènes (eyeless (ey), twin of eyeless (toy), sine oculus (so), eyes absent (eya), dachshund (dac), eyegone (eyg) et optix)) responsables du développement des yeux chez la drosophile . Comparativement à eyeless, qui partage une structure similaire à celle de eyg et qui est surtout impliqué dans la spécification des cellules visuelles, eyegone ne joue pas de rôle dans la spéciation. Ce facteur de transcription est plutôt important pour la croissance des structures visuelles.
La régulation de la transcription de eyg peut être séparée en quatre phases temporelles: le stade embryonnaire, le premier stade larvaire, le second stade larvaire et le troisième stade larvaire. Pour le développement des yeux, la fonction du eyegone doit être remplie durant le deuxième stade larvaire. Durant ce stade, l'expression du gène eyegone est induite et maintenue par la voie de signalisation Notch. L'expression de eyg est arrêtée au troisième stade larvaire par une boucle de rétroaction négative enclenchée par la voie de signalisation Notch . Une mutation dans la voie de signalisation Notch peut être compensée par la surexpression du gène eyegone et permettre la croissance normale des yeux .
Eyg est impliqué dans le développement des yeux de la drosophile de deux façons. Premièrement, eyg favorise la prolifération cellulaire en induisant l'expression du ligand unpaired (upd) qui active le récepteur Dome et la voie de signalisation JAK-STAT ,. Eyg peut également entraîner la prolifération cellulaire de manière autonome, c'est-à-dire sans l'interaction avec upd . Deuxièmement, eyg peut inactiver, par l'intermédiaire du ligand upd et de la voie de signalisation JAK-STAT, l'expression de wingless (wg) dans les marges dorsale et ventrale du disque oculaire pour moduler la formation des yeux et permettre la différentiation des photorécepteurs rétiniens . Wg contrôle la spécification dans les cellules formant la rétine et définie les régions qui donne lieu au tissu de la tête. Cependant, si wg est exprimé dans la majorité des cellules du disque oculaire trop tôt durant le développement, la détermination de la rétine ne peut pas avoir lieu. La régulation de l'expression de wg par l'activation de la voie de signalisation JAK-STAT réprime la différentiation rétinienne trop tôt lors du développement et permet la formation normale des yeux .
Chez les drosophiles portant une mutation dans le gène eyg, la croissance des yeux est grandement affectée et on observe une réduction de la taille des yeux et parfois même la perte de cette structure .

#### Développement de la tête et des antennes
Le développement de la tête implique plusieurs gènes dont l'interaction divise la tête en différents sous-domaines. Eyg est impliqué dans le développement du sommet de la tête de la drosophile et la fonction du gène peut être remplie à tout moment durant le développement embryonnaire et larvaire. Eyg agit comme régulateur positif et négatif du développement des soies selon la région où il est exprimé dans la capsule céphalique en formation. Il agit comme régulateur positif dans le développement des soies de la région latérale et comme régulateur négatif du développement des soies dans la région médiale. Le rôle de eyg en tant que régulateur négatif résulte du fait que son expression qui est activement bloquée par un facteur de transcription nommé orthodenticle (otd) qui empêche la transcription du gène eyegone en se liant à l'ADN .

#### Division du thorax
Il a été démontré que eyegone joue également un rôle dans la subdivision du thorax de la drosophile. Le mésothorax est divisé en une partie antérieure qui est appelée le notum et une partie postérieure appelée le postnotum. Au début du troisième stade larvaire, eyg est exprimé dans le disque imaginal des ailes et limitée à un sous-groupe de cellules thoraciques qui formeront la portion antérieure centrale du mésothorax. La transcription du gène eyegone est activée dans cette région et l'activité de eyg entraîne une division subséquente du notum.
Les drosophile chez qui l'expression de eyg est réprimée, la région antérieure centrale du mésothorax est manquante. Cette région correspond au domaine déterminé par l'activité de eyg.
L'expression localisé dans cette région du thorax serait régulé par l'activité antagoniste de deux facteurs: les gènes Iro et pnr qui favorise l'expression d'eyg et des voies de signalisations Hh et Dpp qui l'arrête.
La spécificité de l'expression d'eyg, qui est seulement exprimé dans le notum et la partie antérieure du mésothorax, mais pas dans la partie du postnotum, serait un facteur important pour générer de la diversité morphologique au niveau du thorax .

### Chez d'autres espèces d'invertébrés
Outre la drosophile, le gène eyegone est aussi présent chez d'autres invertébrés. On le retrouve dans le génome de plusieurs espèces d'insectes holométaboles tels que l'abeille à miel, les culicidés et les coléoptères .
Chez le Tribolium rouge de la farine, une espèce de coléoptère, le gène eyegone est important pour le développement normal des ailes, des antennes, du thorax et des yeux. Cependant, le rôle de eyg durant le développement des yeux de Tribolium n'est pas le même que chez la drosophile .
Des analyses génomiques ont aussi révélé la présence d'orthologues du gène eyg chez l'anémone de mer (Nematostella vectensis), chez l'oursin (Strongylocentrotus purpuratus) et chez les Enteropneustes (Saccoglossus kowalevskii). De plus amples études sur les fonctions et la régulation du gène eyg dans ces clades considérés comme des modèles plus anciens pourraient être utiles afin de mieux comprendre cette sous-famille des gènes PAX .

## Chez les vertébrés

Schéma du gène Pax6(5a) et du gène eyg

Le gène eyegone est absent chez les vertébrés. Il a été proposé par plusieurs auteurs que le gène eyegone serait homologue aux gènes PAX6 des vertébrés, particulièrement l'isoforme Pax6(5a).
Pax6(5a), tout comme eyg, a pour fonction primaire la régulation de la prolifération cellulaire et la croissance des yeux . Le facteur de transcription Eyg se lie à l'ADN par son sous-domaine C-terminal du domaine paire (PD) à un site de liaison ressemblant au site 5aCON. Ce type de site de liaison a une grande affinité pour Pax6(5a) retrouvé chez les vertébrés .

## Histoire évolutive
Le séquençage du génome de plusieurs espèces de blilatériens a permis de découvrir l'existence de divers orthologues du gène eyegone. Ces découvertes permettent de repousser l'origine de ce gène de la famille PAX.
Le gène eyegone serait apparu avant la diversification des métazoaires. Autrement dit, la présence de divers orthologues dans les deux groupes suggère que eyg aurait une origine datant d'avant la divergence des deutérostomiens et des protostomiens.
Il n'existe pas d'orthologues de eyg chez les vertébrés. Le gène eyegone aurait été perdu chez l'ancêtre de l'embranchement des Chordata .
L'idée de l'existence d'un lien évolutif entre eyg et l'isoforme Pax6(5a) de la famille de gènes Pax6 est incompatible avec l'histoire évolutive des deux gènes. L'émergence de Pax6(5a) chez l'ancêtre des vertébrés aurait suivi la perte du gène eyg chez l'ancêtre ces chordés. Cela suggère, chez les chordés primitifs, l'existence d'un gène intermédiaire dont l'organisation des domaines protéiques est assez improbable.
Pax6(5a) et eyg partageraient alors simplement qu'une fonction principale similaire plutôt qu'un lien évolutif qui aurait permis de classer eyg comme gène de la sous-famille Pax6 des vertébrés.
Ainsi, eyegone ferait alors peut-être partie d'une sous-famille distincte de gènes PAX, plutôt que de la sous-famille Pax6 .

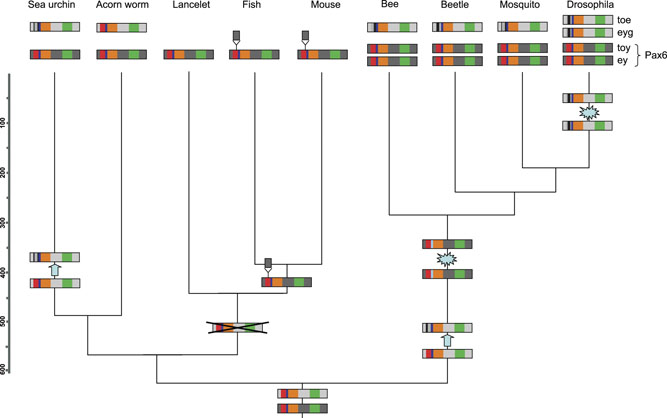
Ce diagramme illustre les évènements de duplication des gènes, la perte de gènes et l'évolution des domaines des protéines. Les bandes gris foncé représentent les gènes homologues de la famille Pax6 et les gènes homologues de eyegone sont représentés par les bandes gris clair. Les domaines des protéines sont représentés par les couleurs suivantes : vert = homéodomaine (HD), orange = sous-domaine RED, bleu foncé = site de liaison, rouge = sous-domaine PAI. Bulle étoilée = évènement de duplication des gènes. Flèche = modification des domaines des protéines. Croix = perte de gènes. L'échelle de gauche indique le temps en millions d'années.